# Perfume 5th Tour 2014『轉轉轉』
是流行電音組合Perfume第10張演唱會DVD/Blu-ray，此外以下同時記述了本作收錄的同名全國ARENA TOUR。

## 包裝
本作分為初回限定盤Blu-ray版（UPXP-9003/4）、通常盤Blu-ray版（UPXP-1005）、初回限定盤DVD版（UPBP-9005/6）及通常盤DVD版（UPBP-1005）四種型態發行。初回限定盤為紙盒包裝，裡面包含特典光碟和寫真集。

## 宣傳
優先預訂的特別獎品為「Perfume結成15周年記念貼紙」，並舉行了店內抽選特典的抽獎活動。

## 收錄曲
DISC 1收錄了2014年8月至9月在全國7個城市舉行，動員約13萬人的ARENA TOUR中，在主流出道10周年記念日（9月21日）於國立代代木競技場第一體育館舉行的演唱會尾場。在过场播出的，包括主流出道作在內的3首安可曲，還有演唱會尾聲時歌迷為成員送上的驚喜演出也收錄在內。
DISC 2作為特典，收錄了在代代木的四日公演三人在舞台上賽跑的「熱き闘いの記録」，主流出道紀念日實境紀錄片，還有將當地觀眾分組的MC。

### DISC 1
1. Opening
2. Cling Cling
3. Handy Man
4. Clockwork
5. レーザービーム
6. いじわるなハロー
7. I still love U
8. EPISODE 0
9. エレクトロ・ワールド
10. DISPLAY
11. SEVENTH HEAVEN
12. 「P.T.A.」のコーナー
13. Party Maker
14. GLITTER
15. セラミックガール
16. チョコレイト・ディスコ
17. Hold Your Hand

-特典映像-

- ENCORE

1. リニアモーターガール
2. Perfume

## 收錄的巡迴演唱會
是Perfume在2014年夏季至秋季於日本全國舉行的巡迴演唱會，赞助商为卫材药业。
成員NOCCHi表示「作為一個在這兩年間一直和各種先進科技合作的組合，Perfume身上的可能性變得更多。」，這次演唱會「反而是帶點人類味道的東西」。。
此外，成員表示「想表演一些很久以前的歌曲」，而在演唱會上就表演了七年沒有表演過的主流出道單曲。。

### 日程・場地
國立代代木競技場的演唱會尾場，當日正是Perfume的主流出道10周年紀念日和踏入結成15周年的日子。成員a-chan在演唱會上說道，「上一次在同樣地方舉行的演唱會，只能在僅發行了很少新曲的情況下舉行（当时在那一年Perfume只发行了两首新曲，和）。當時我們剛剛達成了登上日本武道館的夢想，因此想也沒想便一口氣了決定下一年的演唱會。這次的演唱會把我們上次留下的小遺憾一掃而空呢。」那次演唱會過後，其實三人都感到有點遗憾。
| 出處          |               |          |                                                            |
| 公演日        | 開場 / 開演   | 都道府県 | 会場                                                       |
| 2014年8月1日  | 18:00 / 19:00 | 廣島縣   | （廣島Green Arena）                                        |
| 2014年8月2日  | 16:00 / 17:00 | 廣島縣   | （廣島Green Arena）                                        |
| 2014年8月9日  | 17:00 / 18:00 | 福岡縣   | （福冈海洋展览馆）                                         |
| 2014年8月10日 | 16:00 / 17:00 | 福岡縣   | （福冈海洋展览馆）                                         |
| 2014年8月19日 | 18:00 / 19:00 | 大阪府   | 大阪城ホール（大阪城Hall）                                 |
| 2014年8月20日 | 18:00 / 19:00 | 大阪府   | 大阪城ホール（大阪城Hall）                                 |
| 2014年8月30日 | 17:00 / 18:00 | 北海道   | （真駒内積水Heim溜冰場）                                   |
| 2014年9月5日  | 17:30 / 18:30 | 愛知縣   | 日本ガイシホール（名古屋市綜合體育館）                     |
| 2014年9月6日  | 16:00 / 17:00 | 愛知縣   | 日本ガイシホール（名古屋市綜合體育館）                     |
| 2014年9月13日 | 16:00 / 17:00 | 宮城縣   | 宮城セキスイハイムスーパーアリーナ（積水Heim Super Arena） |
| 2014年9月17日 | 17:30 / 18:30 | 東京都   | 國立代代木競技場第一體育館                                 |
| 2014年9月18日 | 17:30 / 18:30 | 東京都   | 國立代代木競技場第一體育館                                 |
| 2014年9月20日 | 16:00 / 17:00 | 東京都   | 國立代代木競技場第一體育館                                 |
| 2014年9月21日 | 15:00 / 16:00 | 東京都   | 國立代代木競技場第一體育館                                 |

### 表演歌曲
9月21日 東京 国立代代木竞技场第一体育馆
1. Cling Cling
2. Handy Man
3. Clockwork
4. レーザービーム
5. いじわるなハロー
6. I still love U
7. エレクトロ・ワールド
8. DISPLAY
9. SEVENTH HEAVEN
10. Party Maker
11. GLITTER
12. セラミックガール
13. チョコレイト・ディスコ
14. Hold Your Hand

ENCORE
1. リニアモーターガール
2. Perfume

## 資料來源
1. ↑  （2009年）

1. 1 2  Perfume 5th Tour 2014「ぐるんぐるん」[初回限定盤 【Blu-ray】] （页面存档备份，存于）（UNIVERSAL MUSIC JAPAN）
2. ↑  Perfume 5th Tour 2014「ぐるんぐるん」[通常盤 【Blu-ray】] （页面存档备份，存于）（UNIVERSAL MUSIC JAPAN）
3. 1 2  Perfume 5th Tour 2014「ぐるんぐるん」[初回限定盤 【DVD】] （页面存档备份，存于）（UNIVERSAL MUSIC JAPAN）
4. ↑  Perfume 5th Tour 2014「ぐるんぐるん」[通常盤 【DVD】] （页面存档备份，存于）（UNIVERSAL MUSIC JAPAN）
5. ↑  3/10リリース『Perfume 5th Tour 2014「ぐるんぐるん」』予約購入特典決定のお知らせ （页面存档备份，存于）（UNIVERSAL MUSIC JAPAN・2015年2月2日）
6. ↑  Perfume代々木最終公演がBD/DVD化、密着ドキュメントも収録 （页面存档备份，存于）  ナタリー 2015年1月16日
7. ↑  Perfume、ファンのサプライズに涙した10周年開幕公演を映像化 （页面存档备份，存于）  RO69 2015年1月16日
8. 1 2  『Perfume 5th Tour 2014「轉轉轉」』特設網頁（Amuse Inc.）
9. 1 2 3  雑誌『音楽と人』2014年8月号 p203
10. 1 2 3  雑誌『音楽と人』2014年8月号 p199
11. ↑  サプライズに感涙、10年目のPerfumeライブ （页面存档备份，存于）（ナタリー・2014年9月22日）
12. ↑  演唱會的特設網頁 > SCHEDULE & CHICKET （页面存档备份，存于）

## 外部連結
- 演唱會報告
  - サプライズに感涙、10年目のPerfumeライブ（页面存档备份，存于）（ナタリー・9月21日公演）
  - ライブ・レポート（页面存档备份，存于）（RO69・9月21日公演）
  - 【ライブレポート】Perfume、ツアー千秋楽でサプライズに感動の涙「ありがとう以上の言葉があれば…」（页面存档备份，存于）（BARKS・9月21日公演）